# Биотопливо
Биото́пливо — топливо из растительного или животного сырья, из продуктов жизнедеятельности организмов или органических промышленных отходов.
Различается жидкое биотопливо (для двигателей внутреннего сгорания, например, этанол, метанол, биодизель), твёрдое биотопливо (дрова, брикеты, топливные гранулы, щепа, солома, костра, лузга) и газообразное (синтез-газ, биогаз, водород).
54—60 % биотоплива составляют его традиционные формы: дрова, растительные остатки и сушёный навоз для отопления домов и приготовления пищи. Их используют 38 % населения Земли.
Основной формой биотоплива в электроэнергетике являются пеллеты, производимые из древесины.
Транспортное биотопливо существует в основном как этанол и биодизель. В 2014 году этанол составлял 74 % рынка транспортного биотоплива, биодизель — 23 % (преимущественно в форме метиловых эфиров жирных кислот), гидрированное растительное масло (HVO) — 3 %. Эти виды топлива производятся из пищевого сырья. Этанол получают из сахарного тростника (61 %) и из зерна (39 %) . Основными видами сырья для производства биодизеля являются соя и рапс. Попытки коммерциализации жидких биотоплив из источников, не конкурирующих с производством продуктов питания, пока не привели к статистически значимым рыночным результатам.
Расширению использования биотоплива способствуют обязательные нормы, требующие иметь определённый процент биотоплива в энергопотреблении. К 2011 году такие нормы существовали на национальном уровне в 31 стране, на региональном уровне — в 29 регионах.

## Поколения растительного биотоплива
Растительное сырьё разделяют на поколения.
Сырьём первого поколения являются сельскохозяйственные культуры с высоким содержанием жиров, крахмала, сахаров. Растительные жиры перерабатываются в биодизель, а крахмалы и сахара — в этанол. С учётом непрямых изменений в землепользовании такое сырьё часто наносит больший ущерб климату, чем тот, которого удаётся избежать за счёт отказа от сжигания ископаемого топлива. Кроме того, его изъятие с рынка прямо влияет на цену пищевых продуктов. Почти всё современное транспортное биотопливо производится из сырья первого поколения, использование сырья второго поколения находится на ранних стадиях коммерциализации либо в процессе исследований.
Непищевые остатки культивируемых растений, траву и древесину называют вторым поколением сырья. Его получение гораздо менее затратно, чем у культур первого поколения. Такое сырьё содержит целлюлозу и лигнин. Его можно прямо сжигать (как это традиционно делали с дровами), газифицировать (получая горючие газы), осуществлять пиролиз. Основные недостатки второго поколения сырья — занимаемые земельные ресурсы и относительно невысокая отдача с единицы площади.
Третье поколение сырья — водоросли. Не требуют земельных ресурсов, могут иметь большую концентрацию биомассы и высокую скорость воспроизводства.

### Биотопливо второго поколения

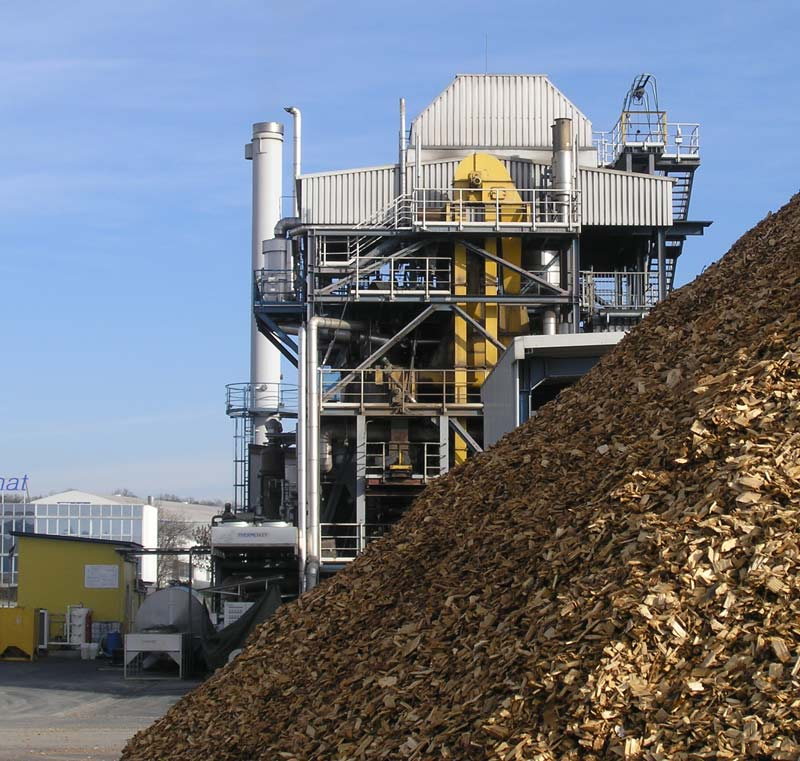
Завод пиролиза биомассы, Австрия

Биотопливо второго поколения — различное топливо, полученное различными методами пиролиза биомассы, или прочие виды топлива, помимо метанола, этанола, биодизеля произведённое из источников сырья «второго поколения».
Источниками сырья для биотоплива второго поколения являются лигно-целлюлозные соединения, остающиеся после того, как пригодные для использования в пищевой промышленности части биологического сырья удаляются. Использование биомассы для производства биотоплива второго поколения направлено на сокращение количества использованной земли, пригодной для ведения сельского хозяйства.
К растениям — источникам сырья второго поколения относятся:
- Водоросли — являющиеся простыми организмами, приспособленными к росту в загрязнённой или солёной воде (содержат до двухсот раз больше масла, чем источники первого поколения, таких как соевые бобы);
- Рыжик (растение) — растущий в ротации с пшеницей и другими зерновыми культурами;
- Jatropha curcas или Ятрофа — растущее в засушливых почвах, с содержанием масла от 27 до 40 % в зависимости от вида.

Быстрый пиролиз позволяет превратить биомассу в жидкость, которую легче и дешевле транспортировать, хранить и использовать. Из жидкости можно произвести автомобильное топливо, или топливо для электростанций.
Из биотоплив второго поколения, продающихся на рынке, наиболее известны BioOil производства канадской компании Dynamotive и SunDiesel германской компании CHOREN Industries GmbH.
По оценкам Германского Энергетического Агентства (Deutsche Energie-Agentur GmbH) (при ныне существующих технологиях) производство топлив пиролизом биомассы может покрыть 20 % потребностей Германии в автомобильном топливе. К 2030 году, с развитием технологий, пиролиз биомассы может обеспечить 35 % германского потребления автомобильного топлива. Себестоимость производства составит менее €0,80 за литр топлива.
Создана «Пиролизная сеть» (Pyrolysis Network (PyNe)) — исследовательская организация, объединяющая исследователей из 15 стран Европы, США и Канады.
Весьма перспективно также использование жидких продуктов пиролиза древесины хвойных пород. Например, смесь 70 % живичного скипидара, 25 % метанола и 5 % ацетона, то есть фракций сухой перегонки смолистой древесины сосны, с успехом может применяться в качестве замены бензина марки А-80. Причём для перегонки применяются отходы дереводобычи: сучья, пень, кора. Выход топливных фракций — до 100 килограммов с тонны отходов.

### Биотопливо третьего поколения
Биотопливо третьего поколения — топлива, полученные из водорослей.
Департамент Энергетики США с 1978 года по 1996 года исследовал водоросли с высоким содержанием масла по программе «Aquatic Species Program». Исследователи пришли к выводу, что Калифорния, Гавайи и Нью-Мексико пригодны для промышленного производства водорослей в открытых прудах. В течение 6 лет водоросли выращивались в прудах площадью 1000 м². Пруд в Нью-Мексико показал высокую эффективность в захвате CO2. Урожайность составила более 50 гр. водорослей с 1 м² в день. 200 тысяч гектаров прудов могут производить топливо, достаточное для годового потребления 5 % автомобилей США. 200 тысяч гектаров — это менее 0,1 % земель США, пригодных для выращивания водорослей. У технологии ещё остаётся множество проблем. Например, водоросли любят высокую температуру, для их производства хорошо подходит пустынный климат, но требуется некая температурная регуляция при ночных перепадах температур. В конце 1990-х годов технология не попала в промышленное производство из-за низкой стоимости нефти.
Кроме выращивания водорослей в открытых прудах существуют технологии выращивания водорослей в малых биореакторах, расположенных вблизи электростанций. Сбросное тепло ТЭС способно покрыть до 77 % потребностей в тепле, необходимом для выращивания водорослей. Эта технология не требует жаркого пустынного климата.

## Виды биотоплива
Биотопливо разделяют на твёрдое, жидкое и газообразное. Твёрдое — это традиционные дрова (часто в виде отходов деревообработки) и топливные гранулы (прессованные мелкие остатки деревообработки).
Жидкое топливо — это спирты (метанол, этанол, бутанол), эфиры, биодизель и биомазут.
Газообразное топливо — различные газовые смеси с угарным газом, метаном, водородом, получаемые при термическом разложении сырья в присутствии кислорода (газификация), без кислорода (пиролиз) или при сбраживании под воздействием бактерий.

### Твёрдое биотопливо

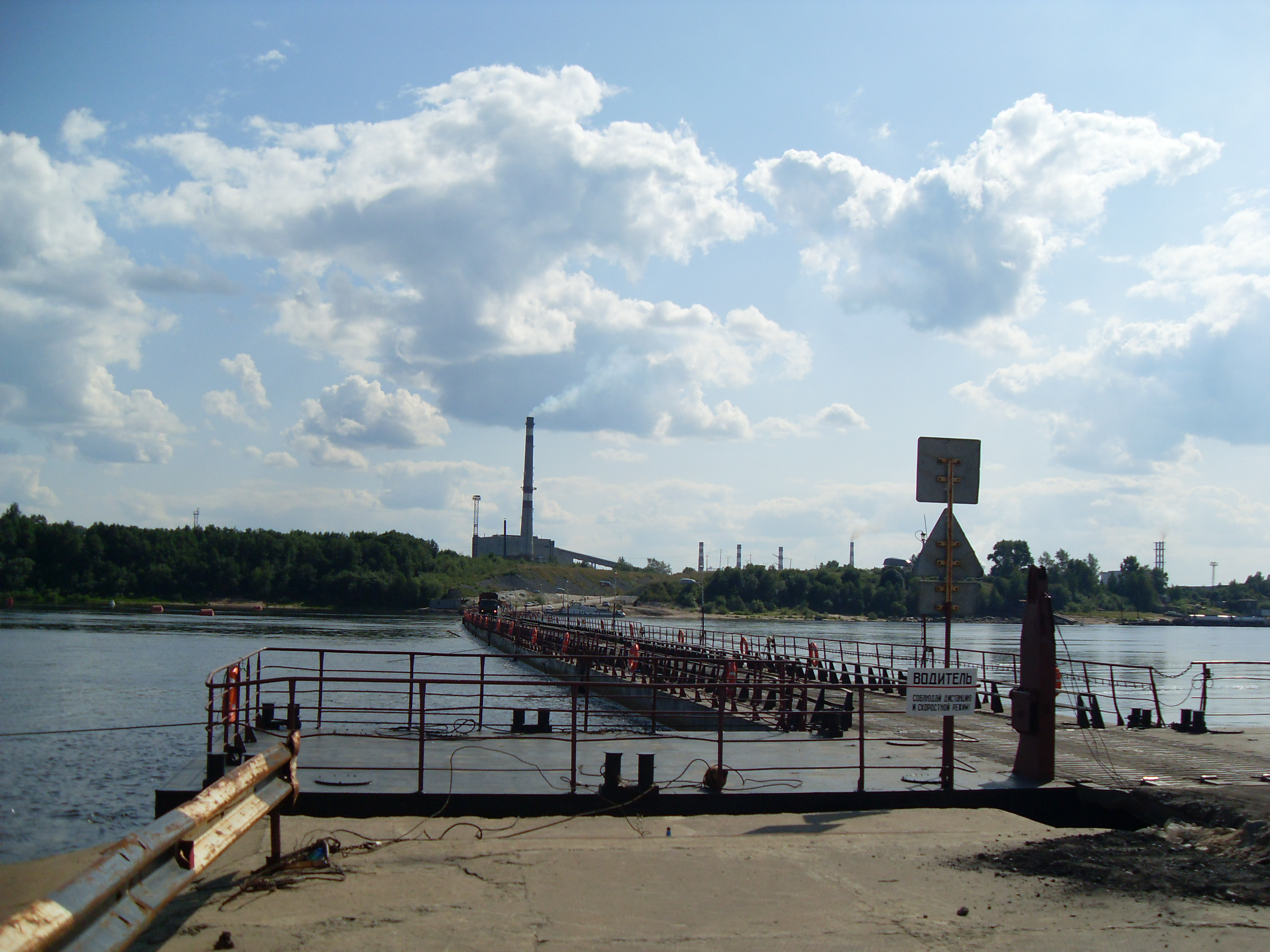
Корьевая котельная, Коряжма

Дрова — древнейшее топливо, используемое человечеством. В настоящее время в мире для производства дров или биомассы выращивают энергетические леса, состоящие из быстрорастущих пород (тополь, эвкалипт и др.). В России на дрова и биомассу в основном идёт балансовая древесина, не подходящая по качеству для производства пиломатериалов.
Топливные гранулы и брикеты — прессованные изделия из древесных отходов (опилок, щепы, коры, тонкомерной и некондиционной древесины, порубочные остатки при лесозаготовках), соломы, отходов сельского хозяйства (лузги подсолнечника, ореховой скорлупы, навоза, куриного помета) и другой биомассы. Древесные топливные гранулы называются пеллеты, они имеют форму цилиндрических или сферических гранул диаметром 8—23 мм и длиной 10—30 мм. В настоящее время в России производство топливных гранул и брикетов экономически выгодно только при больших объёмах.
Энергоносители биологического происхождения (главным образом навоз и т. п.) брикетируются, сушатся и сжигаются в каминах жилых домов и топках тепловых электростанций, вырабатывая дешёвое электричество.
Отходы биологического происхождения — необработанные или с минимальной степенью подготовки к сжиганию: опилки, щепа, кора, лузга, шелуха, солома и т. д.
Древесная щепа — производится путём измельчения тонкомерной древесины или порубочных остатков при лесозаготовках непосредственно на лесосеке или отходов деревообработки на производстве при помощи мобильных рубительных машин или с помощью стационарных рубительных машин (шредеров). В Европе щепу в основном сжигают на крупных теплоэлектростанциях мощностью от одного до нескольких десятков мегаватт.
Часто также: топливный торф, твёрдые бытовые отходы и т. д.

### Жидкое биотопливо
В 1988 году в США было объявлено о намерении освоить промышленный выпуск бензина из одноклеточных водорослей к началу 2000-х годов.

#### Биоэтанол

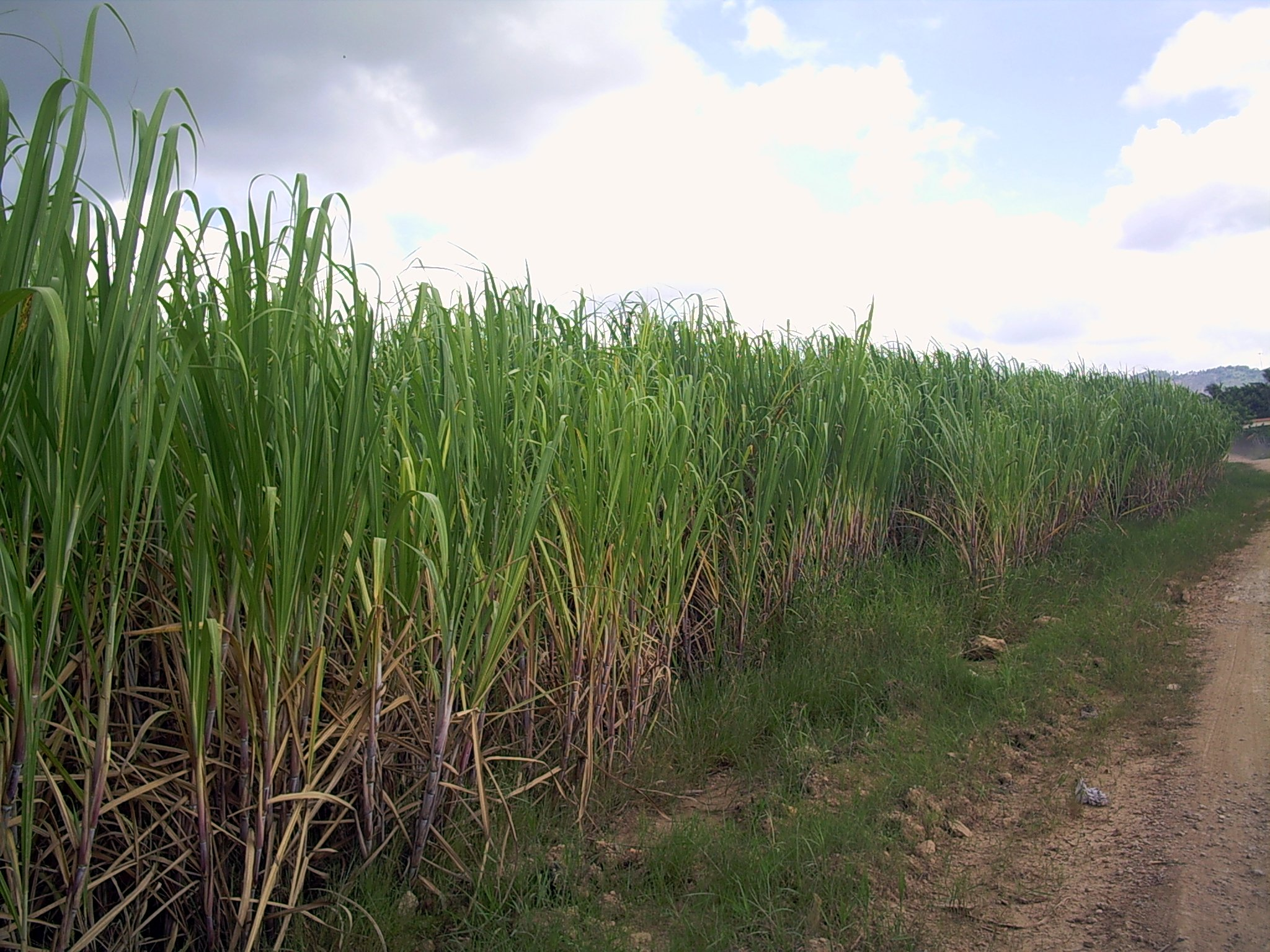
Сахарный тростник — сырьё для производства этанола

Мировое производство биоэтанола в 2015 году составило 98,3 млрд литров, из которых 30 пришлось на Бразилию и 56,1 — на США. Этанол в Бразилии производится преимущественно из сахарного тростника, а в США — из кукурузы.
В январе 2007 года, в послании Конгрессу Дж. Буш предложил план «20 за 10». План предлагал сократить потребление бензина на 20 % за 10 лет, что позволило бы сократить потребление нефти на 10 %. 15 % бензина предполагалось заменить биотопливом. 19 декабря 2007 года президент США Дж. Буш подписал «Акт о энергетической независимости и безопасности США» (EISA of 2007), который предусматривал производство 36 миллиардов галлонов этанола в год к 2022 году. При этом 16 млрд галлонов этанола должны были производиться из целлюлозы — не пищевого сырья. Реализация закона столкнулась с многочисленными трудностями и отсрочками, предусмотренные в нём цели в дальнейшем неоднократно пересматривались в сторону уменьшения.
Этанол является менее «энергоплотным» источником энергии, чем бензин; пробег машин, работающих на Е85 (смесь 85 % этанола и 15 % бензина; буква «Е» от английского Ethanol), на единицу объёма топлива составляет примерно 75 % от пробега стандартных машин. Обычные машины не могут работать на Е85, хотя двигатели внутреннего сгорания прекрасно работают на Е10 (некоторые источники утверждают, что можно использовать даже Е15). На «настоящем» этаноле могут работать только т. н. «Flex-Fuel» машины («гибкотопливные» машины). Эти автомобили также могут работать на обычном бензине (небольшая добавка этанола всё же требуется) или на произвольной смеси того и другого. Бразилия является лидером в производстве и использовании биоэтанола из сахарного тростника в качестве топлива. Автозаправки в Бразилии предлагают на выбор Е20 (или Е25) под видом обычного бензина, или «acool», азеотроп этанола (96 % C2H5OH и 4 % воды; выше концентрацию этанола невозможно получить путём обычной дистилляции). Пользуясь тем, что этанол дешевле бензина, недобросовестные заправщики разбавляют Е20 азеотропом, так что его концентрация может негласно доходить до 40 %. Переделать обычную машину в «flex-fuel» можно, но экономически нецелесообразно.

##### Производство этанола из целлюлозы в США
В 2010 году Агентство по защите окружающей среды США (EPA) опубликовала данные о производстве в США 100 млн галлонов этанола из целлюлозы, основываясь на заявлениях двух компаний, Range Fuels и Cello Energy. Обе компании прекратили деятельность в том же году, не приступив к производству топлива.
В апреле 2012 года компания Blue Sugars произвела первые 20 тыс. галлонов, после чего прекратила эту деятельность.
Компания INEOS Bio в 2012 году объявила о запуске «первого коммерческого предприятия по производству этанола из целлюлозы мощностью 8 млн галлонов в год», но EPA не зафиксировала какого-либо реального производства на нём.
В 2013 году EPA констатировала нулевой уровень производства этанола из целлюлозы в США.
В 2014 году четыре компании объявили о начале поставок:
- Quad County Corn Processers — июль 2014 года, 2 млн галлонов в год;
- POET — сентябрь 2014 года, 25 млн галлонов в год;
- Abengoa — октябрь 2014 года, 25 млн галлонов в год;
- DuPont — октябрь 2015 года, 30 млн галлонов в год[12].

По данным EPA за 2015 год фактически было произведено 2,2 млн галлонов, то есть 3,6 % от заявленного упомянутыми выше четырьмя компаниями.
Abengoa в 2015 году объявила о банкротстве.
Принятый в 2007 году Конгрессом США «Акт энергетической независимости и безопасности» предусматривал производство в США в 2015 году 3 млрд галлонов. Таким образом, фактическое производство составило всего 0,073 % от заявленной конгрессом цели, несмотря на существенные инвестиции и господдержку.
Критики указывают, что безуспешные попытки коммерциализации получения этанола из целлюлозы в США начались более столетия назад и повторяются примерно раз в 20 — 30 лет, причём есть примеры, когда производство превышало миллион галлонов в год. Так, например, ещё в 1910 году компания Standard Alcohol получала спирт из отходов деревообработки на двух предприятиях мощностью 5 тыс. и 7 тыс. галлонов в день. Они проработали несколько лет.

#### Биометанол
Промышленное культивирование и биотехнологическая конверсия морского фитопланктона в настоящее время не достигли стадии коммерциализации, но рассматриваются как одно из перспективных направлений в области получения биотоплива.
В начале 80-х рядом европейских стран совместно разрабатывался проект, ориентированный на создание промышленных систем с использованием прибрежных пустынных районов. Осуществлению этого проекта помешало общемировое снижение цен на нефть.
Первичное производство биомассы возможно путём культивирования фитопланктона в искусственных водоёмах, создаваемых на морском побережье.
Вторичные процессы представляют собой метановое брожение биомассы и последующее гидроксилирование метана с получением метанола.
Потенциальными преимуществами использования микроскопических водорослей являются следующие:
- высокая продуктивность фитопланктона (до 100 т/га в год);
- в производстве не используются ни плодородные почвы, ни пресная вода;
- процесс не конкурирует с сельскохозяйственным производством;
- энергоотдача процесса достигает 14 на стадии получения метана и 7 на стадии получения метанола.

С точки зрения получения энергии данная биосистема может иметь существенные экономические преимущества по сравнению с другими способами преобразования солнечной энергии.

#### Биобутанол
Бутанол- C4H10O — бутиловый спирт. Бесцветная жидкость с характерным запахом. Широко используется как химическое сырьё в промышленности, в качестве транспортного топлива в коммерческих масштабах не применяется. В США ежегодно производится 1,39 млрд литров бутанола приблизительно на $1,4 млрд.
Бутанол начал производиться в начале XX века с использованием бактерии Clostridia acetobutylicum. В 50-х годах из-за падения цен на нефть начал производиться из нефтепродуктов.
Бутанол не обладает коррозионными свойствами, может передаваться по существующей инфраструктуре. Может, но не обязательно должен, смешиваться с традиционными топливами. Энергия бутанола близка к энергии бензина. Бутанол может использоваться в топливных элементах и как сырьё для производства водорода.
Сырьём для производства биобутанола могут быть сахарный тростник, свёкла, кукуруза, пшеница, маниока, а в будущем и целлюлоза. Технология производства биобутанола разработана компанией DuPont Biofuels. Компании Associated British Foods (ABF), BP и DuPont строят в Великобритании завод по производству биобутанола мощностью 20 млн литров в год из различного сырья.

#### Диметиловый эфир
Диметиловый эфир (ДМЭ) — C2H6O.
Может производиться как из угля, природного газа, так и из биомассы. Большое количество диметилового эфира производится из отходов целлюлозно-бумажного производства. Сжижается при небольшом давлении.
Диметиловый эфир — экологически чистое топливо без содержания серы, содержание оксидов азота в выхлопных газах на 90 % меньше, чем у бензина. Применение диметилового эфира не требует специальных фильтров, но необходима переделка систем питания (установка газобаллонного оборудования, корректировка смесеобразования) и зажигания двигателя. Без переделки возможно применение на автомобилях с LPG-двигателями при 30 % содержании в топливе.
В июле 2006 года Национальная Комиссия Развития и Реформ (NDRC) (Китай) приняла стандарт использования диметилового эфира в качестве топлива. Китайское правительство будет поддерживать развитие диметилового эфира, как возможную альтернативу дизельному топливу. В ближайшие 5 лет Китай планирует производить 5-10 млн тонн диметилового эфира в год.
Департамент транспорта и связи Москвы подготовил проект постановления городского правительства «О расширении применения диметилового эфира и других альтернативных видов моторного топлива».
Автомобили с двигателями, работающими на диметиловом эфире, разрабатывают KAMAZ, Volvo, Nissan и китайская компания SAIC Motor.

#### Биодизель
Биодизель — топливо на основе жиров животного, растительного и микробного происхождения, а также продуктов их этерификации. Для получения биодизельного топлива используются растительные или животные жиры. Сырьём могут быть рапсовое, соевое, пальмовое, кокосовое масло, или любого другого масла-сырца, а также отходы пищевой промышленности. Разрабатываются технологии производства биодизеля из водорослей.

#### Биобензин
Российские ученые из Объединенного института высоких температур (ОИВТ) РАН и МГУ разработали и успешно испытали установку для превращения биомассы микроводорослей в биобензин. Полученное топливо, перемешанное с обычным бензином, было испытано в двухтактном двигателе внутреннего сгорания. Новая разработка позволяет переработать сразу всю биомассу водорослей, без её высушивания. Ранее применявшиеся попытки получения биобензина из водорослей предусматривали стадию сушки, которая по энергозатратам превосходила энергоэффективность полученного топлива. Теперь эта проблема решена. Быстрорастущие микроводоросли гораздо более продуктивно перерабатывают энергию солнечного света и углекислого газа в биомассу и кислород, чем обычные наземные растения, поэтому получение биотоплива именно из них очень перспективно.

#### Углеводороды
Ряд микроорганизмов, например Botryococcus braunii, способны накапливать углеводородов до 40 % общего сухого веса. В основном они представлены изопреноидными углеводородами.

### Газообразное топливо

#### Биогаз
Биогаз — продукт сбраживания органических отходов (биомассы), представляющий смесь метана и углекислого газа. Разложение биомассы происходит под воздействием бактерий класса метаногенов.

#### Биоводород
Биоводород — водород, полученный из биомассы термохимическим, биохимическим или другим способом, например водорослями.

#### Метан
Метан синтезируется после очистки от всевозможных примесей так называемого синтетического природного газа из углеродосодержащего твёрдого топлива, такого как уголь или древесина. Этот экзотермический процесс происходит при температуре от 300 до 450 °C и давлении 1−5 бар в присутствии катализатора. В мире уже имеется несколько введённых в эксплуатацию установок получения метана из древесных отходов.

## Критика
Критики развития биотопливной индустрии заявляют, что растущий спрос на биотопливо вынуждает сельхозпроизводителей сокращать посевные площади под продовольственными культурами и перераспределять их в пользу топливных. Например, при производстве этанола из кормовой кукурузы, барда используется для производства комбикорма для скота и птицы. При производстве биодизеля из сои или рапса жмых используется для производства комбикорма для скота. То есть производство биотоплива создаёт ещё одну стадию переработки сельскохозяйственного сырья.
- По расчётам экономистов из Университета Миннесоты, в результате биотопливного бума число голодающих на планете к 2025 году возрастёт до 1,2 млрд человек[19].
- Продовольственная и сельскохозяйственная организация ООН (FAO) в своем отчёте за 2005 год говорит о том, что рост потребления биотоплив может помочь диверсифицировать сельскохозяйственную и лесную деятельность и улучшить безопасность пищевых продуктов, способствуя экономическому развитию. Производство биотоплив позволит создать в развивающихся странах новые рабочие места, снизить зависимость развивающихся стран от импорта нефти. Кроме этого производство биотоплив позволит вовлечь в оборот ныне не используемые земли. Например, в Мозамбике сельское хозяйство ведётся на 4,3 млн га из 63,5 млн га потенциально пригодных земель.
- К 2007 году в США для производства этанола работали 110 ректификационных заводов и строились ещё 73. К концу 2008 году американские мощности по производству этанола достигнут 11,4 млрд. галлонов в год. Джордж Буш в обращении к нации в 2008 году призвал к 2017 году поднять производство биоэтанола до 35 млрд галлонов в год[20].
- В «Размышлениях главнокомандующего» (28.03.2007) Фидель Кастро Рус[21] посвятил критике президента США Джорджa Бушa, который «после совещания с главными американскими автомобилестроителями высказал свою дьявольскую идею о производстве топлива из продуктов питания… Глава империи хвалился тем, что Соединённые Штаты, используя кукурузу в качестве сырья, уже стали первым в мире производителем этанола», — писал Кастро. И затем, опираясь на цифры и факты, показал, что такой подход обострит проблемы снабжения продовольствием в странах третьего мира, население которых и так часто живёт впроголодь.
- В Индонезии и Малайзии для создания пальмовых плантаций была вырублена немалая часть тропических лесов. То же самое произошло на Борнео и Суматре. Причиной стала гонка за производством биодизеля — топлива в качестве альтернативы дизельному топливу (рапсовое масло в качестве топлива может использоваться в чистом виде). Невысокая себестоимость и небольшие энергозатраты — то, что нужно для производства альтернативного топлива из полутехнических масличных культур.

## Биотопливо как средство решения климатической проблемы

### Возможности масштабирования
Биоэнергетика часто рассматривается как потенциально широкомасштабная «углеродно-нейтральная» замена ископаемого топлива. Например, Международное энергетическое агентство рассматривает биоэнергию в качестве потенциально источника более чем 20 % первичной энергии к 2050 году, доклад Секретариата РКИК ООН оценивает потенциал биоэнергетики величиной 800 эксаджоулей в год (EJ / год), что значительно превышает нынешнее мировое энергопотребление. В настоящее время человечество использует около 12 млрд т. растительной биомассы в год (снижая доступную для наземных экосистем биомассу на 23,8 %), её химическая энергия составляет всего 230 EJ. В 2015 году было произведено биотопливо с суммарным энергосодержанием 60 EJ, что составляет 10 % потребности в первичной энергии. Существующие практики сельского хозяйства и лесоводства не увеличивают общее производство биомассы на планете, лишь перераспределяя его от натуральных экосистем в пользу человеческих потребностей. Удовлетворение за счёт биотоплива 20—50 % потребности в энергии означало бы увеличение количества биомассы, получаемой на землях сельскохозяйственного назначения в 2—3 раза. Наряду с этим необходимо будет обеспечивать продовольствием возрастающее народонаселение. Между тем уже нынешний уровень сельскохозяйственного производства затрагивает 75 % свободной от пустынь и ледников земной поверхности, что приводит к непомерной нагрузке на экосистемы и значительным выбросам CO2. Возможность в будущем получать большие количества дополнительной биомассы, таким образом, является весьма проблематической.

### «Углеродная нейтральность» биоэнергетики
Широко распространено представление об «углеродной нейтральности» биоэнергетики, согласно которому получение энергии из растений не приводит к добавлению CO2 в атмосферу. Эта точка зрения критикуется учёными, но присутствует в официальных документах Евросоюза. В частности, она лежит в основе директивы о повышении доли биоэнергетики до 20 % и биотоплива на транспорте до 10 % к 2020 году. Вместе с тем имеется растущий объём научных свидетельств, ставящих под сомнение этот тезис. Выращивание растений для производства биотоплива означает, что земельные угодья должны быть изъяты и освобождены от другой растительности, которая могла бы естественным образом извлекать углерод из атмосферы. Кроме того, многие стадии технологического процесса производства биотоплива также приводят к выбросам CO2. Работа оборудования, перевозки, химическая переработка сырья, нарушение почвенного покрова неизбежно сопровождаются выбросами CO2 в атмосферу. Итоговый баланс в ряде случаев может быть хуже, чем при сжигании ископаемого топлива. Другой вариант биоэнергетики предусматривает получение энергии из различных отходов сельского хозяйства, деревообработки и т. п. Он означает изъятие этих отходов из природной среды, где при естественном развитии событий содержащийся в них углерод, как правило, мог бы в процессе гниения перейти в почву. Вместо этого он при сжигании выбрасывается в атмосферу.
Интегральные оценки технологий биоэнергетики на основе жизненного цикла дают большой разброс результатов в зависимости от того, учитываются или нет прямые и косвенные изменения в землепользовании, возможности получения побочной продукции (например, корма для скота), парниковая роль закиси азота от производства удобрений и другие факторы. Согласно Farrell и др. (2006) выбросы от биотоплива из зерновых культур ниже выбросов обычного бензина на 13 %. Исследование Агентства по охране окружающей среды США показывает, что при временном «горизонте» 30 лет биодизель из зерна в сравнении с обычным топливом даёт диапазон от сокращения на 26 % до увеличения выбросов на 34 % в зависимости от принятых допущений.

#### «Углеродный долг»
Использование биомассы в электроэнергетике сопряжено с другой проблемой для «углеродной нейтральности», нетипичной для транспортного биотоплива. Как правило, речь в этом случае идёт о сжигании древесины. CO2 от сжигания древесины попадает в атмосферу непосредственно в процессе сжигания, а извлечение его из атмосферы происходит при росте новых деревьев в течение десятков и сотен лет. Этот временной лаг обычно называют «углеродным долгом», для европейских лесов он достигает двухсот лет. В силу этого «углеродная нейтральность» древесины как биотоплива не может быть обеспечена в кратко- и среднесрочной перспективе, между тем результаты климатического моделирования указывают на необходимость быстрого сокращения выбросов.
Использование быстрорастущих деревьев с применением удобрений и других методов индустриальной агротехники ведёт к замене лесов на плантации, содержащие гораздо меньше углерода, чем натуральные экосистемы. Создание таких плантаций ведёт к потере биоразнообразия, истощению почв и другим экологическим проблемам, сходным с последствиями распространения зерновых монокультур.

### Последствия для экосистем
Согласно исследованию, опубликованному в журнале Science, введение платы за выбросы CO2 из ископаемого топлива при игнорировании выбросов биотоплива приведёт к росту спроса на биомассу, который к 2065 году превратит буквально все остающиеся естественные леса, луга и большую часть других экосистем в плантации биотоплива. Леса уже сейчас уничтожаются для получения биотоплива. Возрастающий спрос на пеллеты ведёт к расширению международной торговли (в первую очередь с поставками в Европу), угрожающей лесам по всему миру.
Например, английский производитель электроэнергии Drax планирует получать из биотоплива половину своей мощности 4 ГВт. Это означает необходимость импорта 20 млн т. древесины в год, вдвое больше, чем заготавливается в самой Великобритании.

### Энергетическая рентабельность биотоплива
Способность биотоплива служить первичным источником энергии зависит от его энергетической рентабельности, то есть отношения полученной полезной энергии к затраченной. Энергетический баланс зернового этанола рассматривается в Farrell и др. (2006). Авторы приходят к выводу, что энергия, извлекаемая из этого вида топлива, существенно выше энергозатрат на его производство. С другой стороны, Pimentel и Patrek доказывают, что энергозатраты больше извлекаемой энергии на 29 %.
Расхождение в основном связано с оценкой роли побочных продуктов, которые, по оптимистической оценке, можно использовать как корм для скота и снизить потребность в производстве сои.

### Влияние на продовольственную безопасность
Поскольку, несмотря на годы усилий и существенные инвестиции, производство топлива из водорослей не удаётся вывести за пределы лабораторий, биотопливо требует изъятия сельхозугодий. Согласно данным IEA за 2007 год, годовое производство 1 EJ энергии транспортного биотоплива в год требует 14 млн гектаров сельскохозяйственных земель, то есть 1 % транспортного топлива требует 1 % сельскохозяйственных земель.

## Распространение
По оценкам Worldwatch Institute в 2007 году во всём мире было произведено 54 миллиарда литров биотоплив, что составляет 1,5 % от мирового потребления жидких топлив. Производство этанола составило 46 миллиардов литров. США и Бразилия производят 95 % мирового объёма этанола.
В 2010 году мировое производство жидких биотоплив выросло до 105 миллиардов литров, что составляет 2,7 % от мирового потребления топлива на дорожном транспорте. В 2010 году было произведено 86 миллиардов литров этанола и 19 миллиардов литров биодизеля. Доля США и Бразилии в мировом производстве этанола снизилась до 90 %.

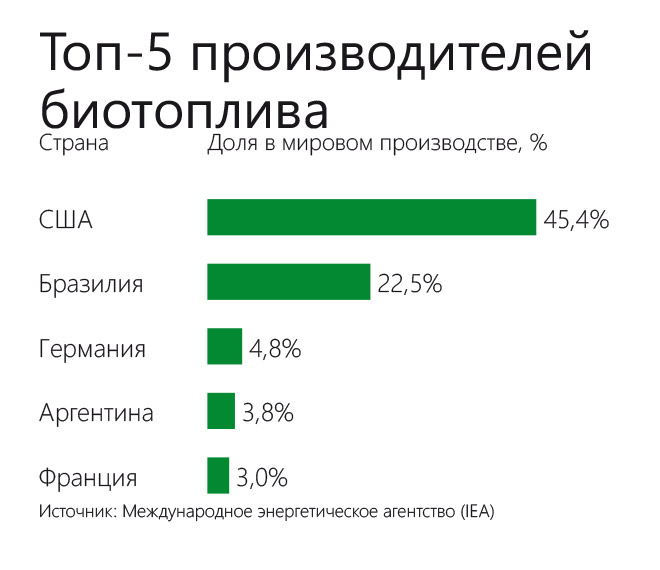
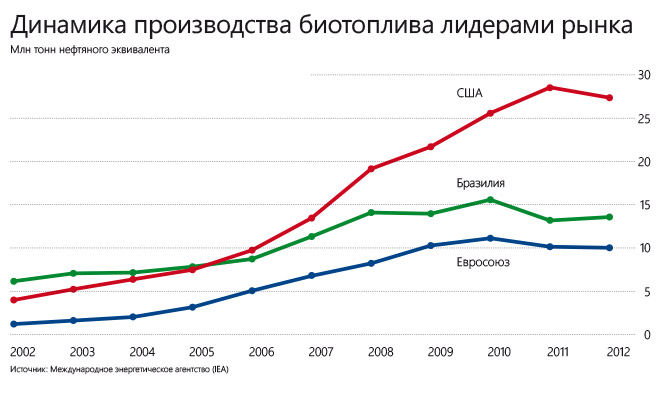
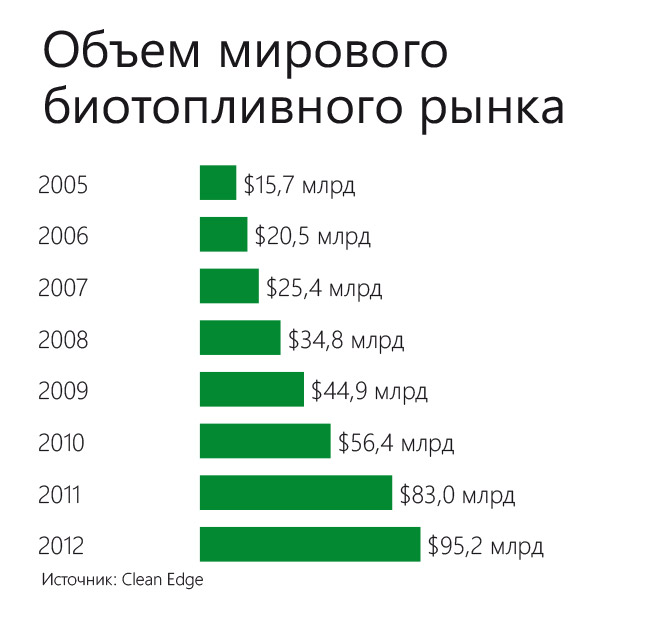

Более трети зерна в США, более половины рапса в Европе, почти половина сахарного тростника в Бразилии идут на производство биотоплива (Bureau et al, 2010).

### Биотопливо в Европе
Европейская комиссия поставила задачу использовать к 2020 году альтернативные источники энергии как минимум в 10 % транспортных средств. Есть также промежуточная цель в 5,75 % к 2010 г.
В ноябре 2007 в Великобритании было создано Агентство по возобновляемому топливу (англ. Renewable Fuels Agency), которое должно контролировать введение требований к использованию возобновляемого топлива. Председателем комитета стал Эд Галлахер (Ed Gallaher), бывший исполнительный директор Агентства по окружающей среде.
Дебаты по поводу жизнеспособности биотоплива на протяжении 2008 года привели к повторному всестороннему исследованию проблемы комиссией, возглавляемой Галлахером. Было рассмотрено непрямое влияние использования биотоплива на производство пищевых продуктов, разнообразие выращиваемых культур, цены на продовольствие и площадь сельскохозяйственных земель. В отчёте предлагалось снижение динамики внедрения биотоплива до 0,5 % в год. Цель в 5 процентов таким образом должна быть достигнута не ранее чем в 2013/2014 г., на три года позже, чем было изначально предложено. Более того, дальнейшее внедрение должно быть сопряжено с обязательным требованием к компаниям применять новейшие технологии, ориентированные на топливо второго поколения.
C 1 апреля 2011 года на более чем 300 шведских заправочных станциях можно приобрести новый дизель. Швеция стала первой страной в мире, где можно заправлять машины экодизелем, сделанным на основе масла шведских сосен. «Это хороший пример того, как можно использовать многие ценные составляющие леса и как наше „зелёное золото“ может дать и больше рабочих мест и лучший климат» — министр сельского хозяйства страны Эскиль Эрландссон/Eskil Erlandsson.
8 марта 2013 года был выполнен первый коммерческий трансатлантический авиарейс на биотопливе. Рейс выполнил самолёт «Боинг-777-200» авиакомпании KLM по маршруту Амстердам — Нью-Йорк.
В Финляндии древесное топливо обеспечивает около 25 % потребления энергии и является главным её источником, причём доля его постоянно увеличивается.
В настоящее время в Бельгии строится крупнейшая в мире ТЭС, Bee Power Gent, которая будет работать на древесной щепе. Её электрическая мощность составит 215 МВт, а тепловая — 100 МВт107, что обеспечит электроэнергией 450 000 домохозяйств.

### Биотопливо в России
По данным Росстата, в 2010 году российский экспорт топлива растительного происхождения (в том числе солома, жмых, щепа и древесина) составил более 2,7 млн тонн. Россия входит в тройку стран экспортеров топливных пеллет на европейском рынке. Всего около 20 % произведённых биотоплив потребляется в России.
Потенциальное производство в России биогаза — до 72 млрд м³ в год. Потенциально возможное производство из биогаза электроэнергии составляет 151 200 ГВт, тепла — 169 344 ГВт.
В 2012—2013 годах планируется ввести в эксплуатацию более 50 биогазовых электростанций в 27 регионах России. Установленная мощность каждой станций составит от 350 кВт до 10 МВт. Суммарная мощность станций превысит 120 МВт. Общая стоимость проектов составит от 58,5 до 75,8 млрд рублей (в зависимости от параметров оценки). Реализацией данного проекта занимаются ГК "Корпорация «ГазЭнергоСтрой» и Корпорация «БиоГазЭнергоСтрой».

## «Покинутые» земли и производство биотоплива
Согласно распространённой точке зрения, негативных последствий использования биотоплива можно избежать, если выращивать сырьё для него на так называемых «заброшенных» или «покинутых» землях. Так например, британское Королевское общество в своём докладе призывает к политическим решениям, призванным переместить производство «на маргинальные земли с низким биоразнообразием или на покинутые земли». В исследовании Campbell et al 2008 глобальный потенциал производства биоэнергии на покинутых землях оценивается величиной менее 8 % текущего спроса на первичную энергию при использовании 385—472 млн гектаров. Продуктивность этих земель признаётся равной 4,3 тонны с гектара в год, что много ниже прежних оценок (до 10 тонн с гектара в год).
Примером методологии определения «покинутых» сельхозугодий, пригодных для получения биотоплива, может служить исследование Field et al (2008), согласно которому существуют 386 млн гектаров таких земель. Любые земли, на которых когда-либо с 1700 года выращивались урожаи сельхозкультур и на которых, согласно спутниковым фотоснимкам, они не выращиваются сейчас, считаются «покинутыми», если на них нет лесов или поселений. При этом не делается какой-либо попытки оценить использование этих земель местными жителями под пастбища, собирательство, огородничество и т. п. В результате, как отмечает автор обзора семнадцати исследований потенциала производства биотоплива Goeran Berndes, «к заброшенным причисляют земли, которые на деле часто являются основой существования сельского населения».
Ряд авторов, пишущих на тему производства биотоплива, идут дальше, вводя понятие «недоиспользованные земли» и включая в эту категорию обширные пространства пастбищ в Латинской Америке, Африке и Азии. При этом молчаливо предполагается, что переход к интенсивному земледелию на этих землях является благом для их нынешних обитателей, а их теперешний образ жизни, выработанный опытом многих поколений их предков, не имеет права на дальнейшее существование. Такая точка зрения критикуется защитниками традиционного образа жизни как посягательство на культурное многообразие человечества и неуважение прав местных сообществ. Они также указывают на большое значение традиционных знаний и практик, позволяющих вести экологически устойчивый образ жизни.
По данным организации Международная земельная коалиция (International Lands Coalition) в настоящее время 42 % всех захватов земель в мире производится ради производства биотоплива. Его производители склонны относить сотни миллионов гектаров земель на глобальном Юге к категории «заброшенных» и «доступных для освоения», игнорируя тот факт, что на этих землях живут сотни миллионов людей, добывающих на них средства к существованию. Ущерб для биоразнообразия также часто не принимается во внимание. Захваты облегчаются тем обстоятельством, что эти земли часто находятся в коллективном владении сельских сообществ, права которых основаны на местных традиционных представлениях и законодательно никак не оформлены. Выгоды для местных жителей от создания рабочих мест часто оказываются незначительными из-за капиталоёмкости применяемых схем производства и слабой интегрированности местных сообществ в эти схемы. К тому же цена аренды и уровень зарплат определяются соотношением сил участвующих в сделках сторон, и перевес, как правило, оказывается на стороне транснационального агробизнеса. Colchester (2011) показывает, что при производстве пальмового масла де-факто применяется принудительный труд. Кроме того, рабочие места, обещанные местным сообществам как условие передачи земли, зачастую ликвидируются всего через несколько лет (Ravanera and Gorra 2011). В целом ситуация односторонней зависимости сельских жителей от большого агробизнеса непривлекательна для них. В Бразилии желание фермеров-переселенцев «работать на себя без лендлорда» признаётся ключевым фактором уничтожения амазонских лесов (dos Santos et al 2011).

## Стандарты
1 января 2009 года в России введен в действие ГОСТ Р 52808-2007 «Нетрадиционные технологии. Энергетика биоотходов. Термины и определения». Приказ N 424-ст о введении стандарта был утверждён Ростехрегулированием 27 декабря 2007 года.
Стандарт разработан Лабораторией возобновляемых источников энергии географического факультета МГУ им. М. В. Ломоносова и устанавливает термины и определения основных понятий в области биотоплива, с упором на жидкие и газообразные виды топлива.
В Европе с 1 января 2010 года действует единый стандарт на биотопливо EN-PLUS.